# Cortina (micologia)
La cortina è sottile un velo che si estende dalla parte superiore del gambo all'estremo margine del cappello del fungo.

## Descrizione

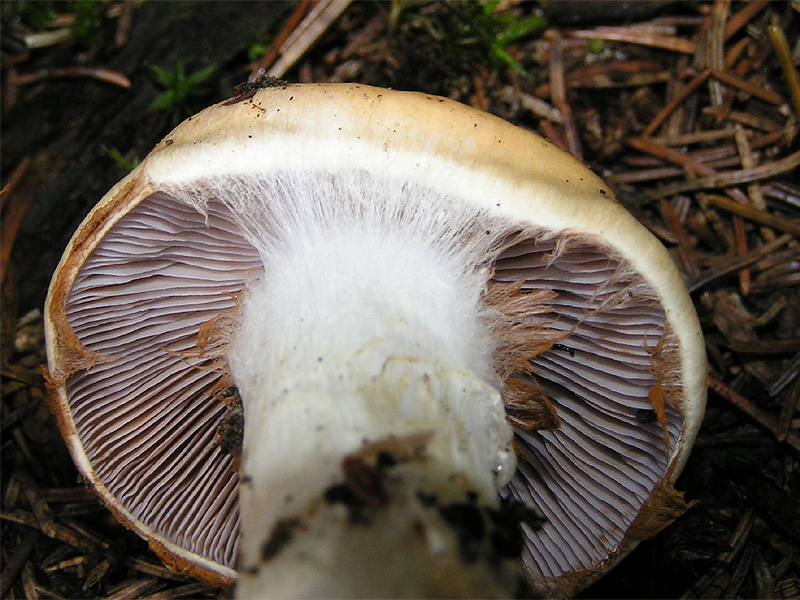
Cortinarius varius: cortina in evidenza

La cortina serve per proteggere le lamelle e impedire la caduta delle spore prima che esse siano giunte a maturazione.
La sua funzione è simile a quella che il velo ricopre nel gruppo delle Amanite, e si trova prevalentemente nei funghi della famiglia dei cortinari (che da essa prendono il nome). Ben visibile nei funghi giovani, negli esemplari adulti non ne rimane che qualche vaga traccia nella parte superiore del gambo, spesso evidenziata dalle spore che vi rimangono intrappolate.